# Pseudotryssaturus acutus
Pseudotryssaturus acutus är en kvalsterart som beskrevs av Cook 1983. Pseudotryssaturus acutus ingår i släktet Pseudotryssaturus och familjen Aturidae. Inga underarter finns listade i Catalogue of Life.